# Мануел Мареро Круз
Мануел Мареро Круз (шп. Manuel Marrero Cruz; Олгин, 11. јул 1963) кубански је политичар и садашњи премијер Кубе од 21. децембра 2019. године. Први је премијер Кубе још од 1976. када је та функција укинута. Претходно је вршио функцију министра туризма од 2004. до 2019. године